# Korean Air
Korean Air (korejsky: 대한항공 nebo 大韓航空, Tehanhanggong) je národní letecký dopravce Jižní Koreje s ústředím v Soulu. Společnost je od roku 2006 členem aliance aerolinií SkyTeam. Provozuje také nákladní společnost (Korean Air Cargo) a společnost pro aerotaxi (Korean Air Executive).

## Historie
Korean Air byla založena jihokorejskou vládou v roce 1962 jako Korean Air Lines a nahradila tak Korean National Airlines založené v roce 1948. Charakteristické modrostříbrné zbarvení letadel a nové logo „Korean Air“ se stylizovaným tchägukki bylo zavedeno 1. března 1984 a zároveň aerolinie změnily své jméno na Korean Air.

## Česko

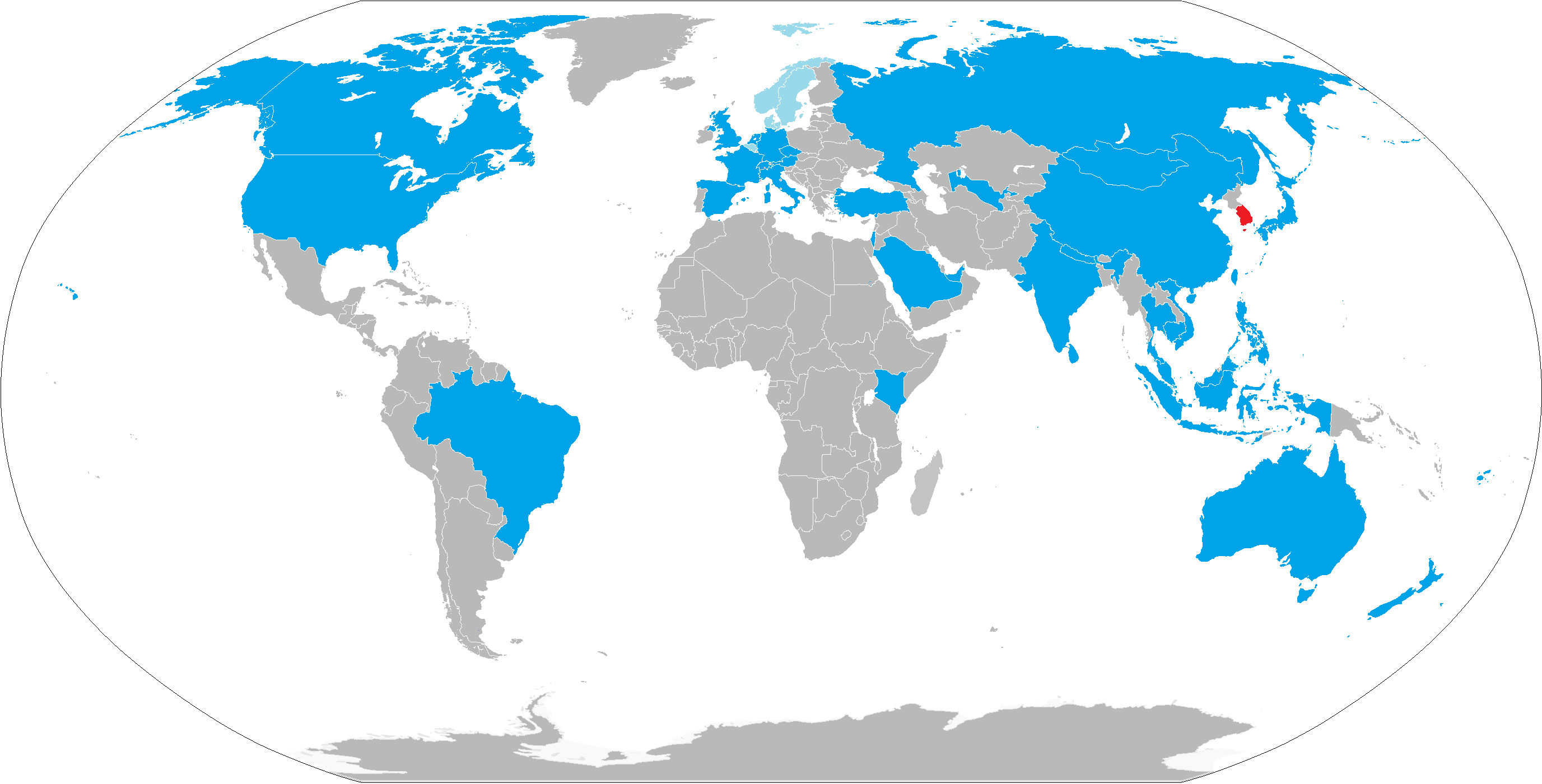
destinace Korean Air v roce 2012

### Praha
Korean Air od roku 2004 pravidelně létá do Prahy, na letiště Václava Havla. V roce 2004 nasadila tato společnost na linku Airbus A330 s frekvencí třikrát týdně. V roce 2010 už létala společnost 4krát týdně s větším letadlem Boeing 777. Na léto nasazuje Korean větší letadla jako Boeing 747-400, nebo novější Boeing 747-8I, několikrát do Prahy poslala také svůj Airbus A380. Frekvence se od roku 2010 nezměnila a i v roce 2016 létala společnost 4krát týdně do Prahy. Na zimní sezónu 2018 dopravce na trasu poprvé nasadil typ Boeing 787-9, konkrétně třikrát týdně, zbylou frekvenci bude létat typ jiný. Od konce března roku 2023 sem začne znovu po skoro dvouleté pauze létat s letadlem Boeing 777-300ER. V roce 2019 bylo oslaveno patnáctileté působení společnosti v Praze, na svých linkách přepravila do či z Prahy celkem 1,3 milionů lidí, s 5600 odlety a přistáními.

### Korean Air a ČSA

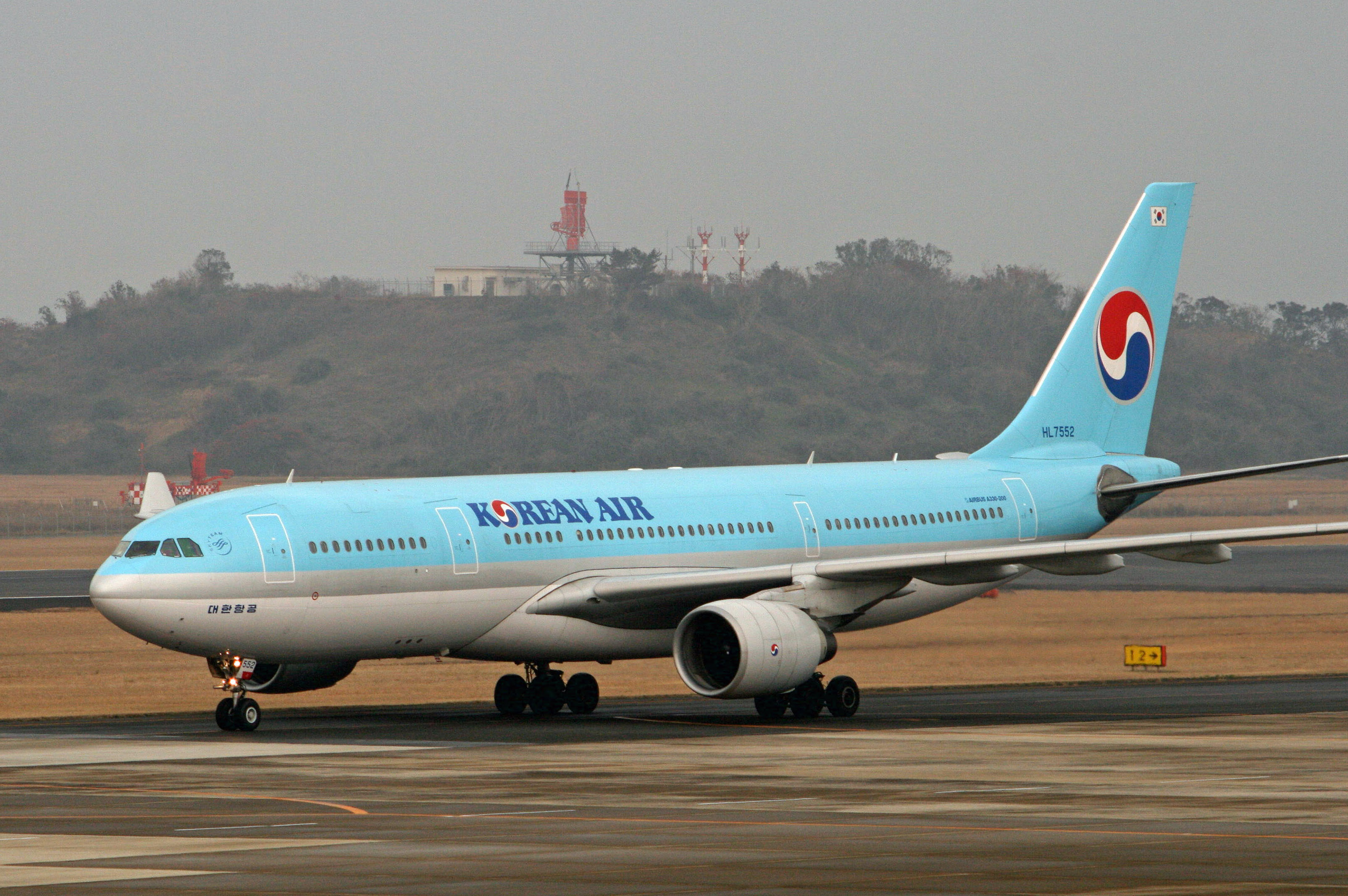
Airbus A330-200 (HL7552) společnosti Korean Air na letišti v Nagasaki

Dne 10. dubna 2013 společnost podepsala s českou vládou smlouvu o nákupu 44 % akcií Českých aerolinií za 67,5 milionu Kč (Audit v roce 2012 ohodnotil cenu státního podílu na 148 miliónů korun). Korean Air chtěl z pražského letiště vytvořit jeden ze svých leteckých uzlů v Evropě a zároveň navýšit kapacitu Českých aerolinií,[zdroj?] které by dále navazovaly na jejich lety dále do Evropy, přislíbil také rozvoj pražského letiště a posílení dálkových letů ČSA. Českým aeroliniím od roku 2013 pronajímal letoun Airbus A330-300 - OK-YBA. Letoun byl v roce 2020 vrácen. U Korean Air stále létá pod značkou HL7701.
V roce 2017 podíl Korean v ČSA odkoupila česká aerolinie Smartwings.

## Flotila

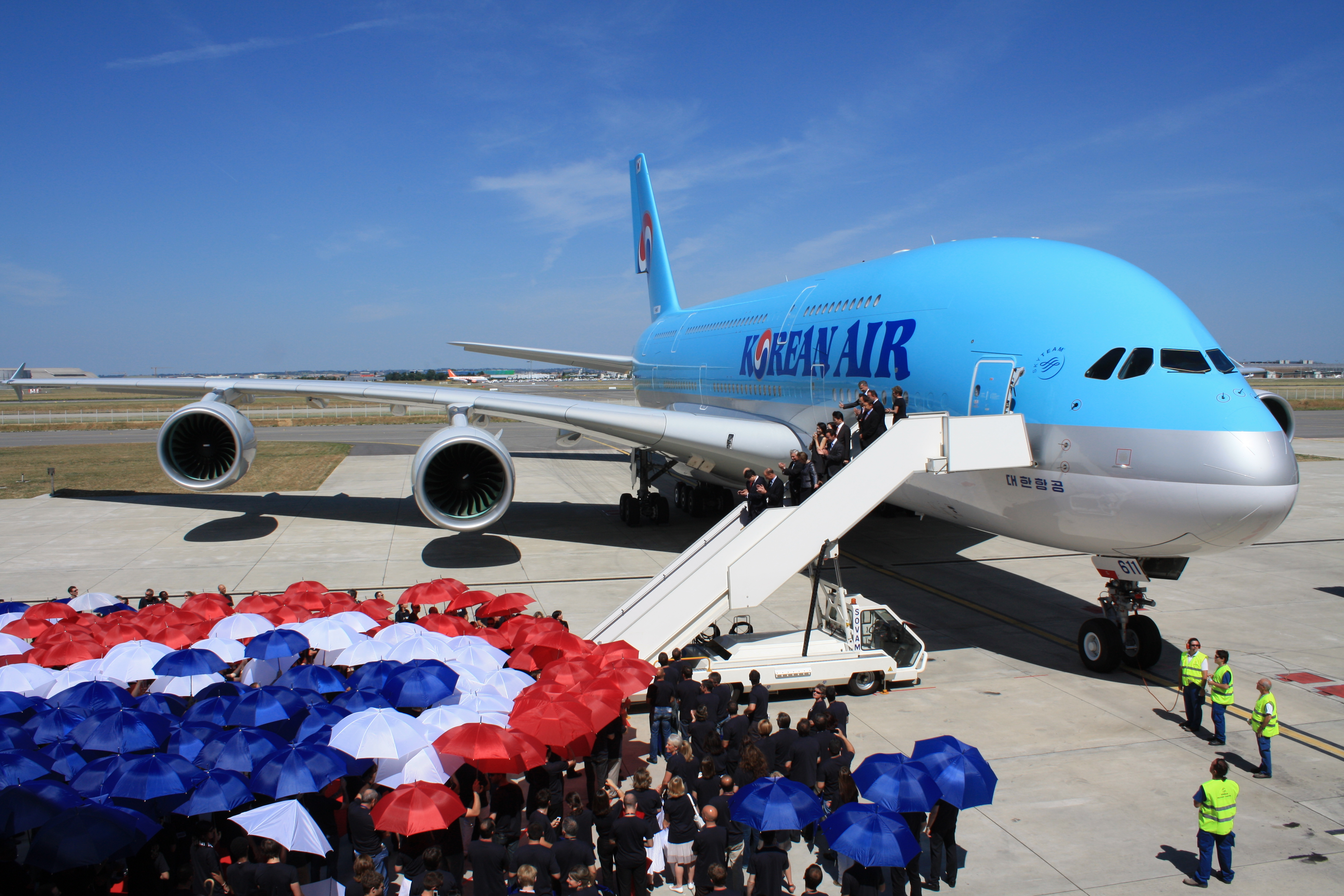
Airbus A380 — Korean Air přejímá dodávku svého prvního A380 v květnu 2011, dole znak Korean Air z deštníků

### Současná
V únoru 2025 čítala flotila KAL 157 letadel, přičemž dalších 83 bylo objednaných. Průměrné stáří letky bylo 11 let:

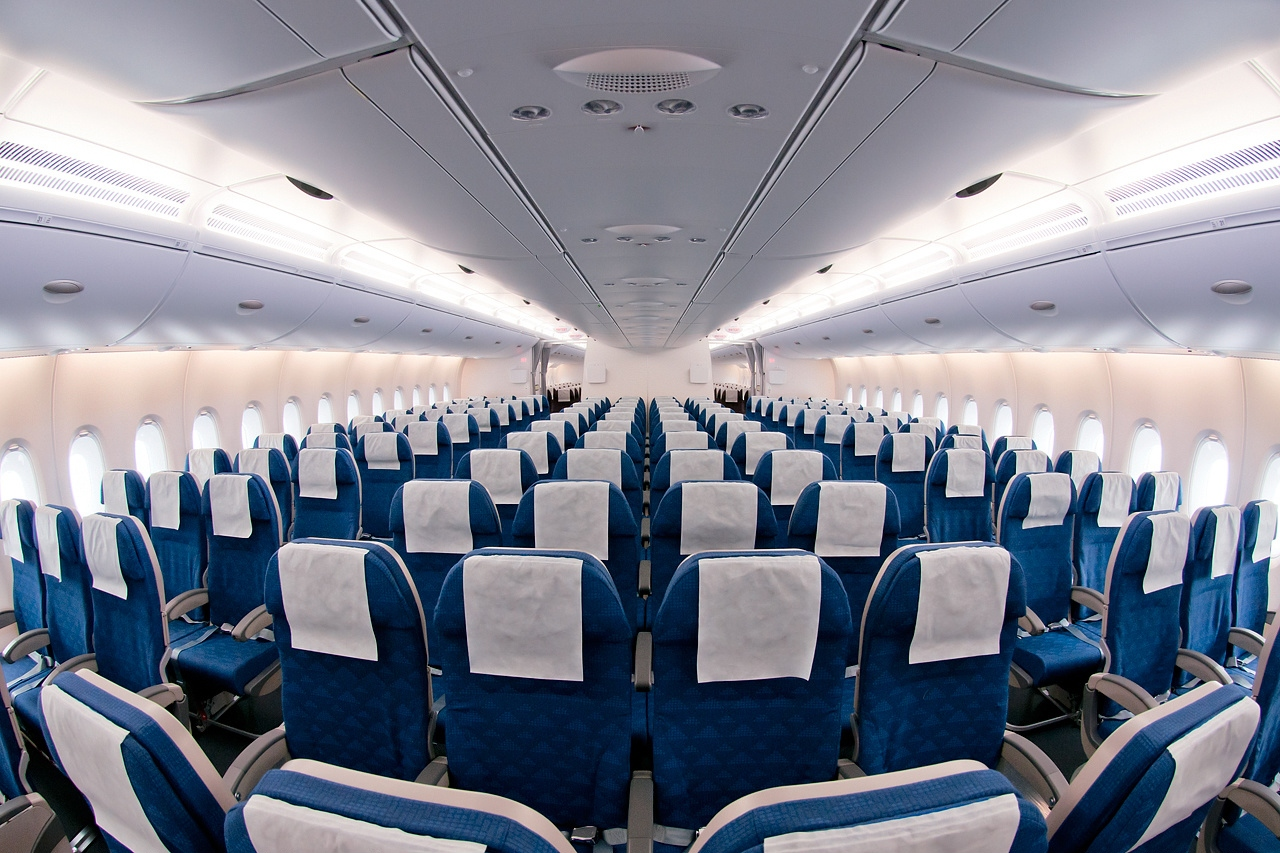
Airbus A380-864 Korean, turistická třída (2013)

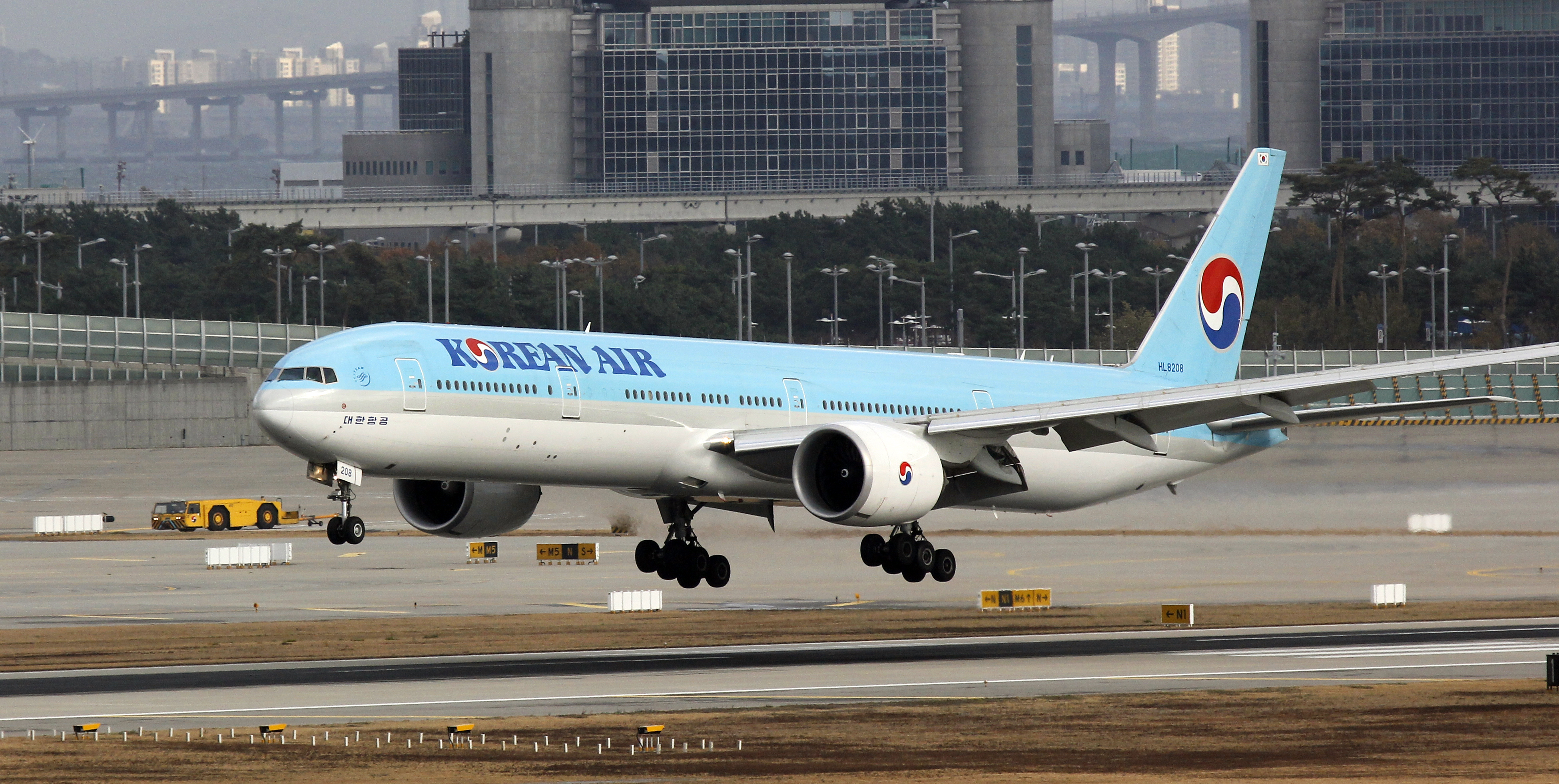
Boeing 777-300ER

### Historická
Společnost v minulosti létala s následujícími typy letadel:

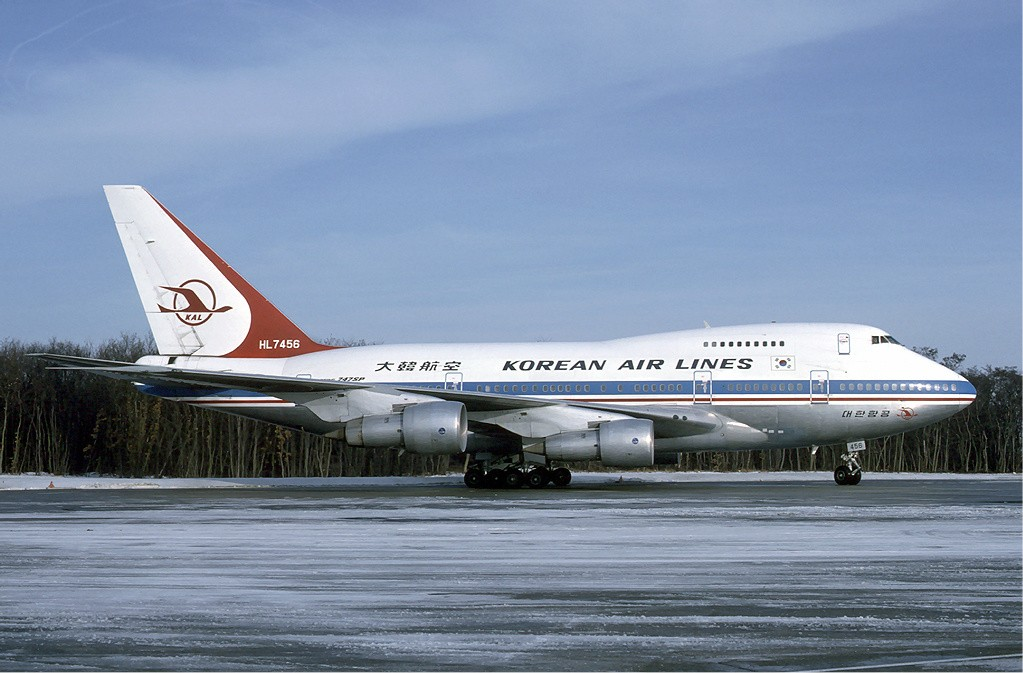
Boeing 747SP ještě v barvách Korean Air Lines na letišti ve Francii v lednu 1985

- Airbus A300F
- Airbus A300B4-2C
- Airbus A300-600R
- Airbus A300-600RF
- Boeing 707-300C
- Boeing 707-320C
- Boeing 720
- Boeing 727-200
- Boeing 747SP
- Boeing 747-200
- Boeing 747-200F
- Boeing 747-300
- Boeing 747-300F
- Boeing 747-400Boeing 747SP ještě v barvách Korean Air Lines na letišti ve Francii v lednu 1985
- Boeing 747-400BCF
- Boeing 747-400F
- Douglas DC-3
- Douglas DC-4
- Douglas DC-8
- McDonnell Douglas DC-9-32
- McDonnell Douglas DC-10-30
- McDonnell Douglas MD-11
- McDonnell Douglas MD-82
- McDonnell Douglas MD-83
- Lockheed L-749A
- Fokker F27-200
- Fokker F27-500
- Fokker F28-4000
- Fokker 100
- Gasuden KR-2
- Fairchild-Hiller FH-227
- NAMC YS-11A-200

## Letecké nehody
Seznam leteckých nehod Korean Air naleznete v tomto článku.

## Odkazy

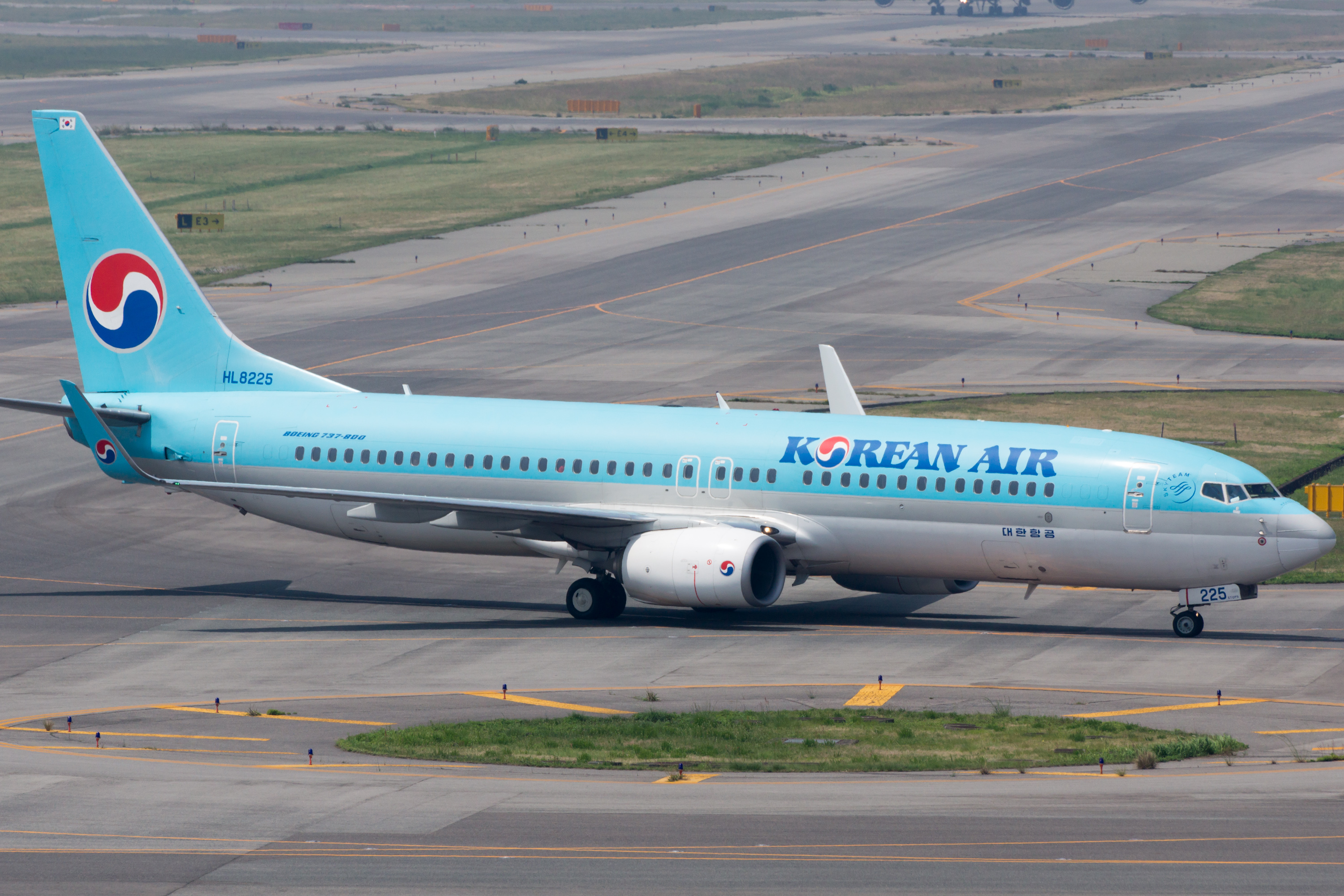
Boeing 737-800 imatrikulace HL8225